# Heinkel He 114
Heinkel 114 este un hidroavion biplan de recunoaștere produs în serie limitată de Heinkel începând cu 1930. Acesta trebuia să înlocuiască modelul Heinkel He 60, însă a fost rapid înlocuit de Arado Ar 196. 

## Istorie
În 1935, Kriegsmarine comandă companiei Heinkel un hidroavion cu două locuri care să înlocuiască modelul He 60; un hidoravion realizat din lemn. Astfel a fost dezvoltat modelul Heinkel 114, care avea fuselajul cu secțiune ovaloidă și realizat numai din metal. Noul model putea transport două persoane, pilotul și observatorul care la nevoie trecea la comanda puștii mitralieră din spatele cabinei.
Pentru rigidizare, cele două perechi de aripi erau legate între ele de cabluri metalice, avionul mai dispunea și de două flotoare simple. Motorul BMW-132DC care echipa He 114 era produs de compania Pratt&Whitney Hornet, acesta era un motor cu 9 cilindri dispuși în stea și răcit cu aer. 
În primăvara anului 1936, când primele două prototipuri au fost prezentate, acestea nu au fost echipate cu motorul BMW-132 deoarece acesta nu era încă gata. Versiunea-1 a fost echipată cu un motor Daimler-Benz DB-600A ce dezvolta 900 CP. Testul acvatic a fost un eșec, hidroavionul înainta cu dificultate pe apă, iar testul de zbor a dezamăgit și el. 
Versiunea-2 a fost echipată cu motor Jumo 210 EA și 750 CP. Față de V-1, acest model avea o coadă modificată și flotoare mai mari pentru a facilita alunecarea pe apă. A fost folosit pentru testarea sistemului de catapultare.

## Versiuni
He 114A-0
Au fost produse 10 unități, acestea erau echipate cu motorul BMW 132Dc care dezvolta 880 CP (656 kW).
He 114A-1
Au fost produse 33 de unități, erau pentru antrenament. Folosea motorul BMW 132Dc
He 114A-2
A fost modelul de bază.
He 114B-1
Similar cu He 114A-2 însă era versiunea pentru Suedia. Au fost construite 12 hidroavioane.
He 114B-2
Similar cu He 114A-2 însă era versiunea pentru România. Au fost construite 6 bucăți.
He 114B-3
Versiune pentru România. Au fost construite 12 hidroavioane.
He 114C-1
Hidroavion de recunoaștere produs pentru Luftwaffe. Au existat 14 bucăți.
He 114C-2
Motor: BMW-132DC, 9 cilindri, răcit cu aer

## Legături externe
- http://airlinestravel.ro/un-hidroavion-heinkel-he-114-descoperit-in-lacul-siutghiol.html
- http://www.worldwar2.ro/arr/?language=ro&article=424